# Olivier Frot
Olivier Frot, né à Paris en 27 avril 1966, est un illustrateur français d'heroic fantasy.

## Biographie
Outre son activité d'illustrateur dans le domaine de la fantasy, Olivier Frot est également directeur artistique, dessinateur de presse, game designer, peintre, tatoueur, photographe et musicien.

## Publications
- Couvertures et illustrations des magazines Gen4, Univers Mac, .net, PC Jeux, Graal, Casus Belli, Dragon Magazine, Les grandes Batailles de l'Histoire.
- Couvertures et illustrations des romans de George R. R. Martin (Le Trône de fer), Robert McCammon (Le sous-marin des  ténèbres), Clifford D. Simak (À chacun ses dieux), Robert E. Howard (Conan), Virginia C. Andrews, Henri Vernes (Bob Morane), Jean Ray, John Saul, Pierre Pelot.
- Illustrations de jeux de rôles, jeux de cartes, jeux de plateaux : Fantasy Pub, Orcs & Trolls, Caramba, Seigneurs Dragons, Jrtm, Agone, Lord of the rings.